# بالياق
القمر بالياق أو زحل عشرون هو قمر غير نظامي لزحل. اكتشفه بريت جلادمان، وجون كافلارس، وجان مارك بتيت وهانز شول وماثيو هولمان وبرايان مارسدن وفيليب نيكولسون وجوزيف بيرنز في أوائل شهر تشرين الأول سنة 2000.
التعيين المؤقت لهُ S/2000 S 2. سمي في آب / أغسطس 2003 من ميثولوجيا الأنويت.
يبلغ قطره حوالي 22 كم، ويدور حول زحل على مسافة متوسطه 15.2 جيجامتر في 687 يوما. وهو عضو في مجموعة أقمار الإسكيمو غير النظامية.
بتشابه مع كل من كيفيويك وسيارناق في الظهور بلون الأحمر والتشابه في طيفهم بالأشعة تحت الحمراء، مما يدعم أطروحة الأصل المشترك لمجموعة أقمار الأسكيمو.